# Milene Domingues
Milene Domingues Aganz (ur. 18 czerwca 1979), znana również jako Mika – brazylijska piłkarka, grająca na pozycji pomocnika.

## Kariera
Dominigues urodziła się w São Paulo. Przed rozpocząciem kariery piłkarskiej, grała w promocyjnej drużynie futsalu modelek prowadzonej przez agencję Flash Book; od 1994 roku ta drużyna stała się podstawą nowej kobiecej drużyny SC Corinthians Paulista Feminino. Zakończyła swoją karierę piłkarską w CF Pozuelo de Alarcón. Ustanowiła także rekord Guinessa kobiet w żonglowaniu piłką.
Przed transferem Keiry Walsh (Keira Walsh) do Barcelony w 2022 roku, Domingues była najdroższą piłkarką w Hiszpanii, wycenianą na ponad 200 000 funtów, zajmując drugie miejsce na świecie za Pernille Harder, która kosztowała wówczas 250 000 funtów.
Na poziomie międzynarodowym została powołana do reprezentacji Brazylii kobiet na Mistrzostwa Świata FIFA Kobiet 2003. Jej powołanie było do pewnego stopnia zaskoczeniem, a trener Paulo Gonçalves podkreślił, że nie była pierwszym wyborem: "Milene jedzie z nami, ale jest między 19. a 20. zawodniczką. Pomimo słabego przygotowania fizycznego Milene, selekcjonerzy Brazylii uważali, że przyciągnie uwagę mediów i publiczności. Pozostała nie dysponowaną rezerwową we wszystkich czterech meczach a Brazylia została wyeliminowana w ćwierćfinale.
W kwietniu 2004 roku wzięła udział w nieoficjalnym meczu towarzyskim Brazylii przeciwko drużynie kobiecej piłki nożnej Texas A&M Aggies na stadionie Aggie w Teksasie pod przewodnitwem trenera René Simões.

## Życie osobiste
Była zamężna z gwiazdą piłki nożnej Ronaldo, od kwietnia 1999 roku do września 2003 roku. Razem mają syna, Ronalda, który urodził się w Mediolanie 6 kwietnia 2000 roku. Ze względu na swoje małżeństwo z Ronaldo, niektórzy fani nadali jej przydomek Ronaldinha, jednak ona temu przeciwstawiała się, twierdząc że preferuje aby nazywano ją Milene lub Mika. Później Domingues wyszła za hiszpańskiego piłkarza Davida Aganzo. Jest buddystką.